# Bataille de Kumbo
Crise anglophone au Cameroun
Batailles
- Batibo
- Menka
- Ekona Mbenge
- Ndop
- Wum
- Nkwen
- Opération Free Bafut
- Opération Bamenda Clean
- Opération Bui Clean
- Bamessing
- Njitapon
- Bambui
- Kumbo

- Ekondo-Titi
- Course de l'espoir
- Nkambé

- Ngarbuh
- Kumba
- Mautu
- Ekondo-Titi
- Obonyi II
- Missong
- Akwaya
- Bakinjaw
- Bamenda
- Egbekaw
- Bamenyam

La bataille de Kumbo a lieu le 10 avril 2024 lors de la crise anglophone au Cameroun. 

## Contexte
Après le début du conflit dans les régions anglophones du Cameroun, les séparatistes commencent à opérer dans le département du Bui, dans la région du Nord-Ouest, dont le chef-lieu est Kumbo. Les séparatistes bénéficient d'un certain avantage dans la région, car son terrain montagneux et ses infrastructures peu développées rendent difficile leur expulsion par les forces de sécurité,. Plusieurs groupes séparatistes commencent à opérer dans la région.
En 2021, l'armée mène l'opération Bui Clean pour éradiquer la présence séparatiste à Kumbo et ses alentours. Bien que l'armée ait revendiqué la victoire,, des groupes séparatistes armés continuent à opérer dans le département du Bui. Début 2024, des séparatistes tentent de perturber les célébrations locales de la Fête de la Jeunesse.

## Déroulement
Le 10 avril 2024, peu après minuit, un groupe de séparatistes entre à Kumbo et lance une attaque contre le camp principal du Bataillon d'intervention rapide (BIR), l'importante unité de contre-insurrection du gouvernement. Les assaillants appartiendraient au groupe Bui Unity Warriors (BUW). Selon des témoins oculaires, les deux camps se livrent à des combats acharnés au camp militaire et dans les collines autour de Kumbo. La ville elle-même est endommagée par les combats.
À l'aube, les assaillants se retirent de la zone avec un butin qu'ils présentent ensuite sur les réseaux sociaux, affirmant qu'ils avaient tué quatre soldats du BIR. Une source militaire locale, citée par Cameroon Concord, confirme la mort d'un soldat, tandis que plusieurs séparatistes avaient également trouvé la mort. Pour se venger de la mort de leur camarade, les forces de sécurité locales mènent des raids dans plusieurs localités de Kumbo et de ses environs. Selon l'agence de presse camerounaise, les soldats tuent un séparatiste et trois civils lors d'un « déchaînement » à Bamfem, tout en incendiant des maisons dans trois villages. Un homme handicapé âgé de 90 ans figurerait parmi les victimes,. L'officier supérieur de la division locale, Menyong Gilbert Sunday, affirme que ses troupes avaient tué quatre séparatistes dans le quartier de Ndzengvev à Kumbo, niant qu'aucun civil n'ait été blessé. Il déclare également que les soldats avaient saisi des armes et détruit un sanctuaire des séparatistes.

## Conséquences
Le 30 avril 2024, le BIR ouvre une nouvelle base militaire à Kumbo pour mieux sécuriser la région,.